# Templo de Syracuse
El templo de Syracuse es uno de los templos en operaciones de la Iglesia de Jesucristo de los Santos de los Últimos Días ubicado en la ciudad de Syracuse, Utah. Es el templo número 206 de la iglesia, el 22 en el estado de Utah y el tercero en el condado de Davis. Los planes de construir el templo fueron anunciados por el presidente de la iglesia, Russell M. Nelson, durante la conferencia general de la iglesia el 5 de abril de 2020. El Templo de Syracuse, se anunció al mismo tiempo que otros siete templos, incluendo el primer templo ubicado en el Oriente Medio: el templo de Dubái en los Emiratos Árabes Unidos.
El templo tiene una sola aguja, ventanas arqueadas y sin la estatua tradicional del ángel Moroni. El 12 de junio de 2021 se llevó a cabo una ceremonia de la primera piedra que marcó el inicio de la construcción. El templo fue dedicado por Nelson el 8 de junio de 2025.

## Anuncio
El templo de la ciudad de Syracuse fue anunciado por Russell M. Nelson el 5 de abril de 2020 durante la conferencia general semestral de la iglesia. A comienzos de 2021 la iglesia anunció que el templo se construiría en una propiedad de 89 000 pies cuadrados (8268,4 m²) ubicada en el centro de la ciudad. Los planes preliminares anticipaban un edificio de tres pisos. La parcela perteneció a una familia leal a la iglesia durante más de cien años. Fue colonizada en la década de 1850 por uno de los pioneros mormones inmigrante desde Inglaterra a los Estados Unidos y a Utah después de convertirse a la fe. La familia vendió el terreno a la iglesia poco antes de que se anunciara el templo. El 16 de febrero de 2021, la iglesia publicó una representación del templo.
El 12 de junio de 2021, la iglesia realizó la palada inicial, para indicar el inicio de la construcción del edificio. Sin embargo, debido a la pandemia de COVID-19, se produjo una inauguración privada a pequeña escala, presidida por las autoridades del área de Utah de la iglesia. Luego, la iglesia proporcionó fotografías y videos de la primera palada.

## Construcción
El templo fue diseñado con una arquitectura tradicional para los templos de la iglesia y reflejando detalles que constituyen parte del patrimonio cultural del área del condado de Davis. Por ejemplo, la historia agrícola de Syracuse inspiró las vidrieras que representan una plántula que se convierte en un árbol frutal.
El templo tiene tres pisos de altura, 90 526 pies cuadrados (8410,1 m²) y está construido con hormigón. El exterior del templo es simétrico, presenta una aguja, en el extremo anterior del edificio. No cuenta con la tradicional estatua del ángel Moroni sobre sus pináculos. Las paredes incluyen vidrieras que siguen patrones de modernismo creados en Utah. Se incorporan al diseño elementos de la flora local del Gran Lago Salado y los humedales cercanos representadas en los motivos del diseño del templo. El vidrio artístico, con tonos verdes, azules y amarillos en transición, representa los reflejos del lago, ya que la comunidad se considera la puerta de entrada a la Isla Antílope.
El interior del templo cuenta con cuatro salones de instrucción para la investidura, cuatro salas de sellamiento matrimonial y el tradicional baptisterio para bautismo por los muertos.

## Dedicación
La iglesia anunció que se llevaría a cabo una jornada de puertas abiertas para los medios de comunicació el 7 de mayo de 2025 con la invitación general del 10 de mayo al 31 de mayo de 2025. La dedicación del templo para sus actividades eclesiásticas ocurrió el 8 de mayo de 2025 por Russell M. Nelson junto con otros miembros del Cuórum de los Doce Apóstoles de la iglesia, después de lo cual la entrada al templo está disponible solo para quienes tengan una recomendación válida para el templo emitida por un obispo de la iglesia. La oración de Nelson fue pregrabada y transmitida durante su visita dedicatoria.